# Samuel Vestey
Samuel George Armstrong Vestey, III Barón Vestey (19 de marzo de 1941 - 4 de febrero de 2021) fue un noble, terrateniente y empresario británico. Formó parte de la dinastía familiar que fundó, y aún hoy dirige, la corporación multinacional Vestey Holdings. Entre 1963 y 1999 fue miembro de la Cámara de los Lores.

## Primeros años
Samuel Vestey nació el 19 de marzo de 1941, siendo hijo del Capitán Honorable William Howarth Vestey, miembro de la Guardia Escocesa que falleció en combate en 1944 durante la Segunda Guerra Mundial, y de Helen Pamela Armstrong. Era bisnieto, por lado materno, de la célebre cantante de ópera Nellie Melba. Fue educado en el Colegio Eton, antes de asistir a la Real Academia Militar Sandhurst y servir como Teniente en la Guardia Escocesa.

## Vida empresarial
Vestey fue el presidente del Consejo de Formación de la Carne entre 1991 y 1995, antes de convertirse en presidente del Grupo Vestey (hoy Vestey Holdings) en 1995. En 1980, una investigación del Sunday Times reveló que él y su primo Edmund habían pagado solo £ 10 en impuestos sobre las ganancias de £ 2,3 millones de la empresa familiar obtenidas por la cadena Dewhurst.
La riqueza de la familia Vestey (Lord Vestey, junto con su primo, Edmund Hoyle Vestey) asciende a aproximadamente £ 1.2 mil millones, según el Sunday Times Rich List de 2013.

## Vida personal
Contrajo primeras nupcias con Kathryn Eccles (fallecida el 13 de diciembre de 2017) el 11 de septiembre de 1970, y se divorciaron en 1981. Tuvieron dos hijas y cuatro nietos:
- La Honorable Saffron Alexandra Vestey (27 de agosto de 1971). Contrajo primeras nupcias con Matthew Idiens, y se divorciaron en 2001. Tienen dos hijos. Se casó por segunda vez con Charles Foster en 2008, con quien tiene dos hijos:
  - Megan Rose Idiens (27 de julio de 1998).
  - Alfred Idiens.
  - Evelyn Grace Foster (6 de marzo de 2009).
  - William George Foster (7 de noviembre de 2011).
- La Honorable Flora Grace Vestey (22 de septiembre de 1978). Contrajo primeras nupcias con Laurence J. Kilby, y se divorciaron en 2010. Se casó por segunda vez con James Hall en 2011.

Contrajo segundas nupcias con Celia Elizabeth Knight (1949-28 de noviembre de 2020) el 22 de diciembre de 1981. Tuvieron tres hijos:
- El Honorable William Guy Vestey (27 de agosto de 1983). Se casó con Violet Gweneth Henderson el 6 de febrero de 2013. Tienen dos hijos:
  - Ella Victoria Vestey (13 de julio de 2015).
  - Samuel Oscar Vestey (7 de noviembre de 2018).
- El Honorable Arthur George Vestey (1985). Se casó con Martha Beaumont en junio de 2015. Tienen dos hijos:
  - Frank William Vestey (25 de julio de 2016).
  - Cosima Vestey (2018).
- La Honorable Mary Henrietta Vestey (1992).

Su hijo mayor, el Honorable William Guy Vestey,  sirvió como Paje de Honor de la Reina Isabel II entre 1995 y 1998.

## Honores
- Caballero de la Gran Cruz de la Real Orden Victoriana.
- Baronet , 3° Baronet Vestey de Bessémer House.
- Gran Alguacil de la Orden de San Juan.
- Medalla del Jubileo de Oro de la Reina Isabel II.
- Medalla del Jubileo de Diamante de la Reina Isabel II.
- Medalla de Servicio de la Orden de San Juan.